# Saicus Air
Saicus Air fue una aerolínea de carga española fundada en 2008 y que quebró en 2010. Tenía su sede en Las Palmas de Gran Canaria pero operaba desde el Aeropuerto de Madrid Barajas.

## Historia
Tras el cese de operaviones de FlyAnt Cargo en diciembre de 2008, esta fue vendida a Nueva Iberital, un grupo logístico catalán, por la simbólica cantidad de un euro. El grupo continuo en el negocio de cargas y le llamaron Saicus Air. Estas operaciones empezaron en 2009, por toda España
En 2010, dicha aerolínea comenzó el negocio de los vuelos de pasajeros y anunció la intención de adquirir dos McDonnell Douglas MD-87 operados por Pronair. 
En noviembre de ese mismo año, Saicus Air anunció que realizaría vuelos chárter al Aeropuerto Internacional Osvaldo Vieira en Guinea Bissau con lo que inauguraría dos vuelos semanales entre Bissau, Las Palmas y Madrid. Estos planes se truncarían en la primera semana de diciembre, pues en menos de un mes de revelar sus ambiciosos proyectos, la aerolínea anunció el cese de sus operaciones.

## Flota
La flota de Saicus Air operaba las siguientes aeronaves:
| Aeronaves               | Total | Introducido | Retirado | Matrículas      | Notas                      |
| ----------------------- | ----- | ----------- | -------- | --------------- | -------------------------- |
| Boeing 737-300 (carga)  | 1     | 2009        | 2010     | EC-KDJ          | Procedente de FlyAnt Cargo |
| McDonnell Douglas MD-87 | 2     | 2010        | 2010     | EC-KRV y EC-KJI | Operados por Pronair       |